# Dirty Dancing (Balli proibiti)
(Johnny)
Dirty Dancing (Balli proibiti) (Dirty Dancing) è un film del 1987 diretto da Emile Ardolino e interpretato da Patrick Swayze e Jennifer Grey.
Il brano portante della colonna sonora, (I've Had) The Time of My Life, vinse l'Oscar ed il Golden Globe, ed i due interpreti, Bill Medley e Jennifer Warnes, si aggiudicarono un Grammy Award come miglior duetto.
Le coreografie sono invece state affidate a Kenny Ortega che, per l’occasione, ha ideato il Dirty Mambo.

## Trama
Stati Uniti, 1963. Frances “Baby” Houseman è una ragazza di diciassette anni, ingenua e idealista, in vacanza con la sua famiglia nel villaggio turistico di Max Kellerman. Baby è molto legata a suo padre Jack Houseman, un chirurgo, che le ha insegnato l’importanza di aiutare sempre chi è in difficoltà senza badare alle differenze sociali; un rapporto decisamente meno caloroso la lega invece a sua sorella maggiore Lisa, avvenente ma superficiale, che sembra interessata soltanto ai ragazzi.
Lo staff del villaggio comprende giovani di diversa estrazione sociale. I camerieri sono tutti studenti universitari e ragazzi di buona famiglia, mentre gli animatori sono perlopiù ballerini e artisti di strada che devono arrabattarsi per arrivare a fine giornata. Kellerman ha perciò fissato regole ben precise: i camerieri, istruiti e raffinati, devono curare l’immagine del villaggio e sono incoraggiati a frequentare le ospiti, mentre agli animatori è vietato ogni rapporto che non sia strettamente professionale.
Tra gli artisti che animano il resort spicca Johnny Castle, il maestro di ballo. Di giorno, Johnny lavora impartendo lezioni private alle ospiti del villaggio, più interessate alla prestanza di Johnny che alle sue doti di ballerino, mentre la sera si esibisce in coppia con la collega e amica Penny Johnson. Baby assiste ad un loro numero di mambo durante la prima sera al villaggio e rimane affascinata sia da Johnny che dal suo modo di ballare intenso e appassionato.
Per caso, Baby scopre che Penny è stata messa incinta da uno dei camerieri, Robbie, cinico studente di medicina che fa la corte anche a Lisa. Robbie non vuole farsi carico della situazione e Baby si procura il denaro per l’aborto chiedendolo al padre; Penny dovrà perciò assentarsi dal lavoro, dovendo peraltro mancare ad uno spettacolo di mambo che doveva tenere con Johnny. Al provocatorio invito di Johnny di rimpiazzare Penny, Baby raccoglie la sfida e si allena duramente per imparare il numero.
Johnny impara ad apprezzare l’impegno di Baby e finisce con lo scoprirsi lui stesso attratto da lei. La sera dello spettacolo, Baby e Johnny si esibiscono e riscuotono gran successo nonostante Baby, per paura, si rifiuti all’ultimo di eseguire una figura di salto. Rientrati al villaggio, Baby e Johnny trovano Penny agonizzante a causa dell’aborto malamente eseguito e Baby è costretta a chiedere l’aiuto del padre, il quale riesce a salvare Penny, ma impone a Baby di non frequentare più Johnny, credendo che sia stato lui a mettere incinta Penny. Baby e Johnny, ormai innamorati, trascorrono la notte assieme e Baby decide di tenere la sua relazione nascosta.
Al villaggio si verificano alcuni furti e la colpa ricade su Johnny, l’unico a non avere un alibi; per scagionarlo, Baby è costretta a rivelare a tutti la loro relazione, provocando la delusione e lo sconcerto di suo padre. I veri colpevoli vengono presto individuati, ma Johnny viene comunque licenziato per essersi intrattenuto con un’ospite. Baby cade in una profonda depressione da cui riuscirà in parte a sollevarsi grazie a Lisa, a sua volta rimasta delusa da Robbie e finalmente solidale con i sentimenti della sorella.
Arriva la fine delle vacanze, e lo staff e gli ospiti del villaggio si esibiscono in uno spettacolo di chiusura. Johnny, a sorpresa, si presenta sul palco e riscatta se stesso e Baby, dichiarandosi orgoglioso di amare qualcuno che ha saputo insegnargli ad essere una persona migliore; i due si esibiscono in un ultimo mambo assieme, così carico di passione da coinvolgere l’intero villaggio, e questa volta Baby esegue anche il salto che la sera dello spettacolo non era riuscita a fare. Il padre di Baby, riconoscendo il proprio errore, si scusa con Johnny; quanto a Kellerman, decide di riassumere il ragazzo e di integrare il suo numero nel repertorio del villaggio.

## Produzione e distribuzione
Originariamente partito con un budget ridotto e senza attori famosissimi (ad eccezione di Jerry Orbach in un ruolo di supporto), Dirty Dancing è diventato un enorme successo. Le riprese del film si sono svolte dal 5 settembre al 27 ottobre 1986. Il film ha guadagnato oltre 214 milioni di dollari in tutto il mondo, diventando il primo film a vendere più di un milione di copie in home video.
Alcune celebri scene del film sono state girate al Mountain Lake, in Virginia.
Inizialmente Billy Zane e Sarah Jessica Parker vennero presi in considerazione e perfino provinati per i ruoli, poi notoriamente andati a Patrick Swayze e Jennifer Grey, rispettivamente Johnny Castle e Frances "Baby" Houseman. Tuttavia Eleanor Bergestein, che scrisse la sceneggiatura ispirandosi massicciamente alle proprie avventure da ragazza, si oppose fortemente all’idea e propose alla produzione di ingaggiare Patrick Swayze e Jennifer Grey. Quest’ultimi, tra l’altro, avevano già recitato insieme nel film Alba rossa, mettendo in scena, nonostante i continui attriti, una alchimia sessuale che aveva, appunto, stregato la Bergestein.
Mentre per Swayze i produttori non ebbero particolari problemi, si mostrarono inizialmente dubbiosi verso Jennifer Grey che, all'età di ventisette anni, avrebbe dovuto interpretare il ruolo di una diciassettenne; tuttavia, il provino della stessa Grey risultò così convincente che la produzione decise di assegnarle la parte.

### Data di uscita
Il film è uscito nelle sale statunitensi il 21 agosto 1987, mentre in Italia il 13 novembre dello stesso dalla Life International, ma nel corso degli ultimi anni fu successivamente redistribuita dalla Lionsgate.

### Edizione italiana

#### Doppiaggio
L'edizione italiana del film è stata curata da Alberto Mochi Onori per la società Life International, con la supervisione dei dialoghi curata da Claudio De Angelis. Il doppiaggio italiano, diretto da Pierangelo Civera, fu eseguito da Open S.r.l. con la partecipazione di C.D.C.

## Sequel
Il film ha avuto una serie televisiva del 1988, un sequel cinematografico nel 2004 e un remake televisivo nel 2017.
Nel 2023 il regista Jonathan Levine ha affermato di aver cominciato a lavorare ad un altro sequel, intitolato Dirty Dancing 2, la cui uscita è prevista per il 2025, e che dovrebbe avere come protagonista la stessa Jennifer Grey.

## Colonna sonora
La colonna sonora del film ha avuto in origine due pubblicazioni:
- 1987 - Dirty Dancing - Original Soundtrack From The Vestron Motion Picture
- 1988 - More Dirty Dancing - More Original Music From The Hit Motion Picture "Dirty Dancing"

Dirty Dancing - Original Soundtrack From The Vestron Motion Picture
1. (I've Had) The Time of My Life - Love Theme performed by Bill Medley and Jennifer Warnes 4:47
2. Be My Baby - The Ronettes 2:37
3. She's Like the Wind - Patrick Swayze 3:51
4. Hungry Eyes - Eric Carmen 4:06
5. Stay - Maurice Williams And The Zodiacs 1:34
6. Yes - Merry Clayton 3:15
7. You Don't Own Me - The Blow Monkeys 3:00
8. Hey! Baby - Bruce Channel 2:21
9. Overload - Zappacosta 3:39
10. Love Is Strange - Mickey And Sylvia 2:52
11. Where Are You Tonight? - Tom Johnston 3:59
12. In The Still Of The Night - The Five Satins 3:03

More Dirty Dancing - More Original Music From The Hit Motion Picture "Dirty Dancing"
1. (I've Had) The Time of My Life (versione originale) - eseguita da The John Morris Orchestra 0:37
2. Big Girls Don't Cry - Frankie Valli & The Four Seasons 2:25
3. Merengue - interpretata da Michael Lloyd & Le Disc 2:16
4. Some Kind Of Wonderful - The Drifters 2:33
5. Johnny's Mambo - interpretata da Michael Lloyd & Le Disc 3:02
6. Do You Love Me - The Contours 2:49
7. Love Man - Otis Redding 2:14
8. Wipeout - The Surfaris 2:12
9. These Arms Of Mine - Otis Redding 2:26
10. De Todo Un Poco - interpretata da Michael Lloyd & Le Disc 2:27
11. Cry to Me - Solomon Burke 2:23
12. Trot The Fox - interpretata da Michael Lloyd & Le Disc 2:04
13. Will You Love Me Tomorrow - The Shirelles 2:39
14. Kellerman's Anthem - interpretata da The Emile Bergstein Chorale 3:17
15. (I've Had) The Time of My Life (versione strumentale) - eseguita da The John Morris Orchestra 0:55

## Riconoscimenti
- 1988 – Premio Oscar

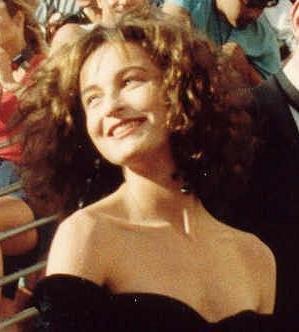
Jennifer Grey ai Premi Oscar 1988

  - Miglior canzone per (I've Had) The Time of My Life
- 1988 – Golden Globe
  - Migliore canzone originale per (I've Had) The Time of My Life
  - Candidatura al miglior film commedia o musicale
  - Candidatura al miglior attore in un film commedia o musicale a Patrick Swayze
  - Candidatura alla migliore attrice in un film commedia o musicale a Jennifer Grey
- 1988 – Grammy Award
  - Miglior interpretazione vocale di gruppo per (I've Had) The Time of My Life
  - Candidatura alla miglior canzone scritta per un film, televisione o altri media audio-visivi per ((I've Had) The Time of My Life
- Tre piazzamenti dell'American Film Institute alle AFI 100 Years... series:
  - 2002, AFI's 100 Years... 100 Passions, #93
  - 2004, AFI's 100 Years... 100 Songs, #86 per (I've Had) The Time of My Life[9]
  - 2005, AFI's 100 Years... 100 Movie Quotes, #98 per la famosa citazione di Johnny: «Nobody puts Baby in a corner.» («Nessuno può mettere Baby in un angolo.»)[10]
- 2024
  - è stato selezionato per la conservazione nel National Film Registry degli Stati Uniti dalla Biblioteca del Congresso come "culturalmente, storicamente o esteticamente significativo"

## Edizioni home video
Collector's Edition
- 2001 - Dirty Dancing - Collector's Edition (Artisan Home Entertainment, DVD)
- 2001 - Dirty Dancing - Collector's Edition (BMG, 2 CD)

Sia il film che la colonna sonora di Dirty Dancing sono stati ripubblicati nel 2001 come Collector's Edition.
Il film è stato distribuito dalla Live/Artisan e pubblicato in DVD, mentre la colonna sonora, è stata pubblicata dalla BMG in due CD, riproponendo le stesse canzoni di Dirty Dancing, pubblicate nel 1987, presenti questa volta nel primo disco, e di More Dirty Dancing, pubblicate nel 1988, presenti invece, in questa edizione, nel secondo disco.
Ultimate Edition
- 2003 - Dirty Dancing - Ultimate Edition (Artisan Home Entertainment, 2 DVD)
- 2003 - Ultimate Dirty Dancing (BMG, CD)
- 2004 - Ultimate Dirty Dancing / Special Edition (BMG, CD)

Nel 2003 sia il film che la colonna sonora di Dirty Dancing sono stati ripubblicati come Ultimate Edition, un'edizione che anticipa di qualche mese l'uscita nelle sale cinematografiche di "Dirty Dancing 2: Havana Nights" (2004).
Il film edito nel 1987 dalla Vestron Video è stato ripubblicato come Dirty Dancing - Ultimate Edition dalla Artisan Home Entertainment in una nuova edizione, ultimate («definitiva»), rimasterizzata e in doppio DVD in cui viene aggiornata con del materiale extra (interviste e commento audio sul film).
La colonna sonora che venne pubblicata dalla RCA nel 1987 con Dirty Dancing e ampliata poi nel 1988 con More Dirty Dancing, è stata pubblicata dalla BMG il 9 dicembre 2003 come Ultimate Dirty Dancing, dove le canzoni, seguendo la storia del film, questa volta sono in ordine cronologico. Nel 2004 viene pubblicata una Special Edition della colonna sonora.
Nella colonna sonora Ultimate Dirty Dancing che propone ben 26 brani, manca The Time Of My Life (Instrumental Version #2), ripresa del brano The Time Of My Life, arrangiato dalla John Morris Orchestra. Il brano in questione è presente, al momento, in More Dirty Dancing (1988), e coincide in una scena del film, in cui i due personaggi principali sono immersi in acqua, per le prove del ballo.
20th Anniversary Edition
- 2007 - Dirty Dancing - Twentieth Anniversary Edition (Lions Gate; 2 DVD, Blu-Ray) [Film]
- 2007 - Dirty Dancing - Twentieth Anniversary Edition (BMG, CD+DVD) [Colonna Sonora]

Sia il film che la colonna sonora di Dirty Dancing sono stati ripubblicati nel 2007 in un'edizione celebrativa. Il film è stato distribuito dalla Lions Gate in due DVD-Video e Blu-ray disc. La colonna sonora è stata riedita dalla BMG in CD+DVD. La copertina in nero, in cui si cela il numero 20, dietro il titolo in rosa del film, mostra i due protagonisti, Patrick Swayze e Jennifer Grey, immortalati in una scena del film, durante le prove di ballo.
In Italia le edizioni in VHS e DVD del film sono state distribuite nel 2003 dalla Eagle Pictures.

## Altri media
È stato registrato uno spettacolo, tributo al film Dirty Dancing, al Greek Theatre di Los Angeles, il 15, 16 e 17 agosto 1988. Questo concerto è stato pubblicato dalla Vestron Pictures, in un video-VHS ed un album disponibile in Long Playing e CD.
- 1989 - Dirty Dancing - Live in Concert (LP e CD, Vestron Pictures)

1. Yes - Merry Clayton 4:23
2. Overload - Merry Clayton 3:23
3. Steamroller Blues - Merry Clayton 4:03
4. Make Me Lose Control - Eric Carmen 5:19
5. Almost Paradise - Eric Carmen with Merry Clayton 3:56
6. Hungry Eyes - Eric Carmen 4:23
7. Get Ready - The Contours 1:38
8. Higher & Higher - The Contours 2:02
9. Cry To Me - The Contours 3:08
10. Do You Love Me [Segment] - The Contours 3:27
11. Let The Good Times Roll - Bill Medley 1:03
12. Sea Cruise - Bill Medley 0:45
13. You've Lost That Lovin' Feeling - Bill Medley 4:24
14. Old Time Rock'n'Roll - Bill Medley 1:48
15. (I've Had) The Time of My Life - Bill Medley with Patricia Bloch & Lori Mark 5:16

### Musical
Il film è stato adattato per il palcoscenico come musical nel 2004 col titolo Dirty Dancing: The Classic Story on Stage. Prodotto da Jacobsen Entertainment in Australia con un costo di 6,5 milioni di dollari, è stato scritto dalla stessa autrice del film Eleanor Bergstein e presenta le stesse canzoni del film, con l'aggiunta di alcune scene inedite.

## Citazioni e riferimenti
Per la sua grande popolarità, il film è stato citato in modo più o meno parodistico in numerose occasioni, tra cui nell'episodio Prima volta a New York della sitcom How I Met Your Mother, in cui i protagonisti si raccontano reciprocamente le loro prime esperienze sessuali; Barney è riluttante a parlarne, ma messo sotto pressione decide di mentire, ispirandosi proprio alla relazione tra Johnny e Baby, iniziando a raccontarla come propria ma venendo immediatamente smascherato. In un sapiente montaggio, si vede un parziale remake della scena in questione, in cui i protagonisti danzano e flirtano sulle note di Love Is Strange, ma con Neil Patrick Harris al posto di Patrick Swayze.

## Post-Dirty Dancing
Lo studio di produzione di Dirty Dancing, la Vestron Video, nonostante gli enormi incassi del film produsse una serie di flop che lo portarono alla bancarotta nel 1990. Lo studio venne rilevato dalla Live Entertainment, mentre i diritti di Dirty Dancing furono acquistati prima dalla Artisan Entertainment ed in seguito dalla Lions Gate Entertainment.
L'incredibile successo del film ebbe il paradossale effetto di bloccare la carriera, e anche la vita, di molti che coloro vi lavorarono. I due protagonisti Patrick Swayze e Jennifer Grey subirono negli anni diverse parodie, e finirono per non riuscire ad avere ruoli in film importanti per molti anni. Per Swayze la situazione si sbloccò nel 1990 grazie al film Ghost - Fantasma. La Grey, invece, non riuscì mai più a far decollare la propria carriera.
L'attore Max Cantor abbandonò la carriera cinematografica per diventare scrittore, ma poi morì per overdose di eroina nel 1991, all'età di 32 anni. Il regista Emile Ardolino morì di AIDS nel 1993. Una delle ballerine professioniste del film, Jennifer Stahl, venne uccisa nel 2001. Jerry Orbach, che nel film interpretava il padre di Baby, è morto il 28 dicembre 2004 per un tumore alla prostata a 69 anni. Il protagonista Patrick Swayze è morto, cinquantasettenne, a Los Angeles il 14 settembre 2009, dopo aver lottato per un anno contro un cancro al pancreas.